# Église Sainte-Agnès de Tréfumel
L'église Sainte-Agnès de Tréfumel est une église catholique située à Tréfumel dans les Côtes-d'Armor. 

## Localisation
L'église est située dans le département des Côtes-d'Armor, sur la commune de Tréfumel, dans le canton d'Evran. 

## Historique
L'église date du XIe ou XIIe siècle. Elle subit plusieurs remaniements depuis le XIVe siècle jusqu'au XIXe siècle mais son architecture reste globalement inchangée et témoigne des débuts de l'art roman en Haute Bretagne.
L'église est inscrite aux monuments historiques depuis le 22 février 1964.

## Architecture
L'architecture de l'église Sainte-Agnès est caractéristique des premières églises de l'art roman en Haute-Bretagne (Xe siècle, XIe siècle) : nef et chœur, de plan rectangulaire, séparés par un arc diaphragme (ou arc triomphal) en plein cintre, porte d'entrée sur un des côtés de la nef (pas de porte en façade occidentale), pas de contreforts, clocher de charpente à l'extrémité de la nef. Plusieurs églises datant de cette époque disposent d'un plan identique (ancienne église de Saint-André des Eaux, ancienne église du Quiou, église du Lou du Lac, église de Saint-Maden, église de Saint-Léger des Prés). 
A Tréfumel, la nef mesure 12.45 x 7.70 m, le chœur, plus étroit, mesure 7.50 x 4.45 m, proportions respectant le nombre d'or. La porte d'entrée, romane, est située au sud, elle est couverte d'un auvent du XVIIe siècle. Son arc en plein cintre alterne  claveaux de pierres blanches et brunes. 

La porte de la façade occidentale n'a été percée qu'au XVe siècle ou XVIe siècle. 

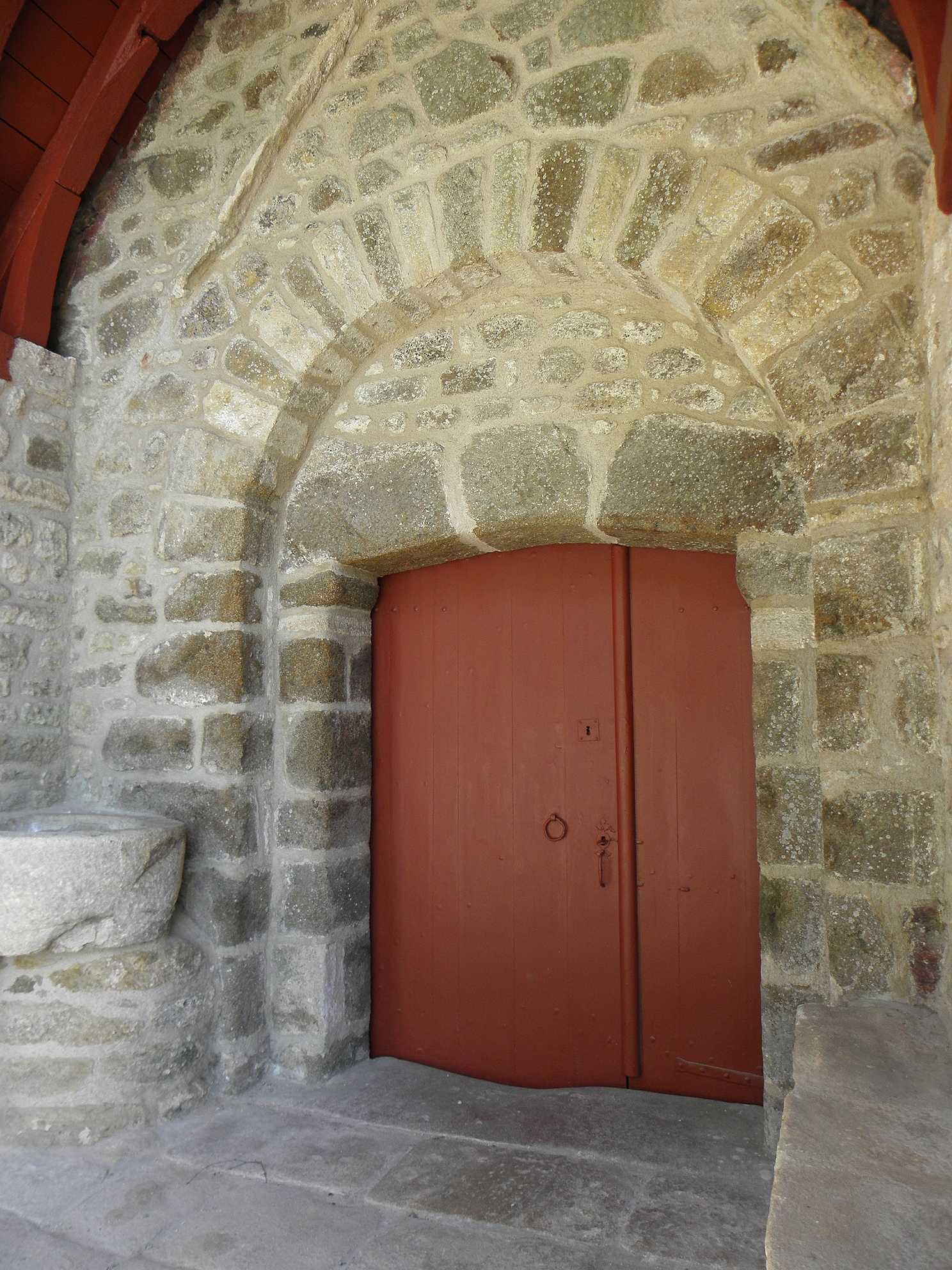
Porte romane
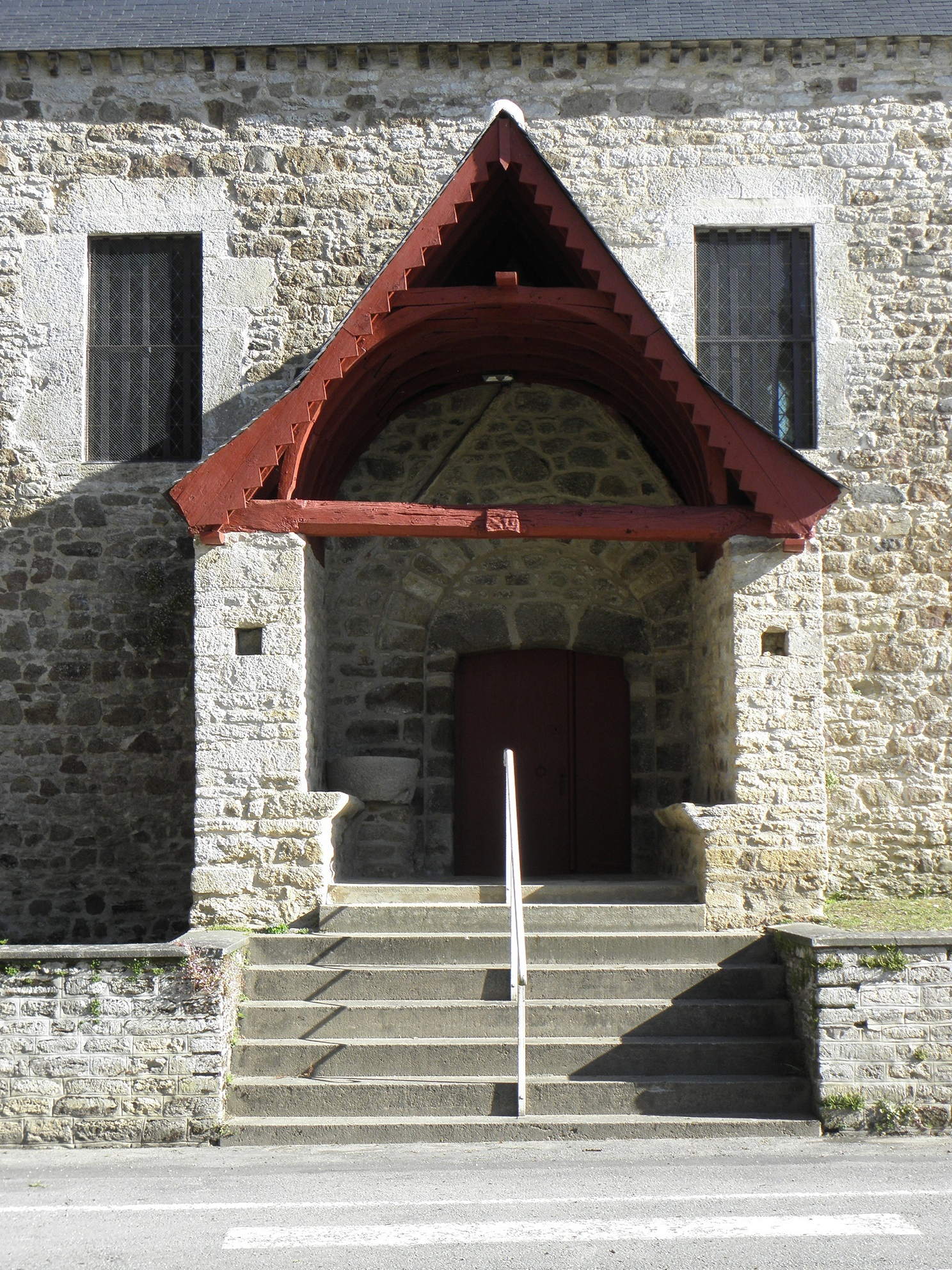
Auvent au dessus de la porte romane (époque moderne)
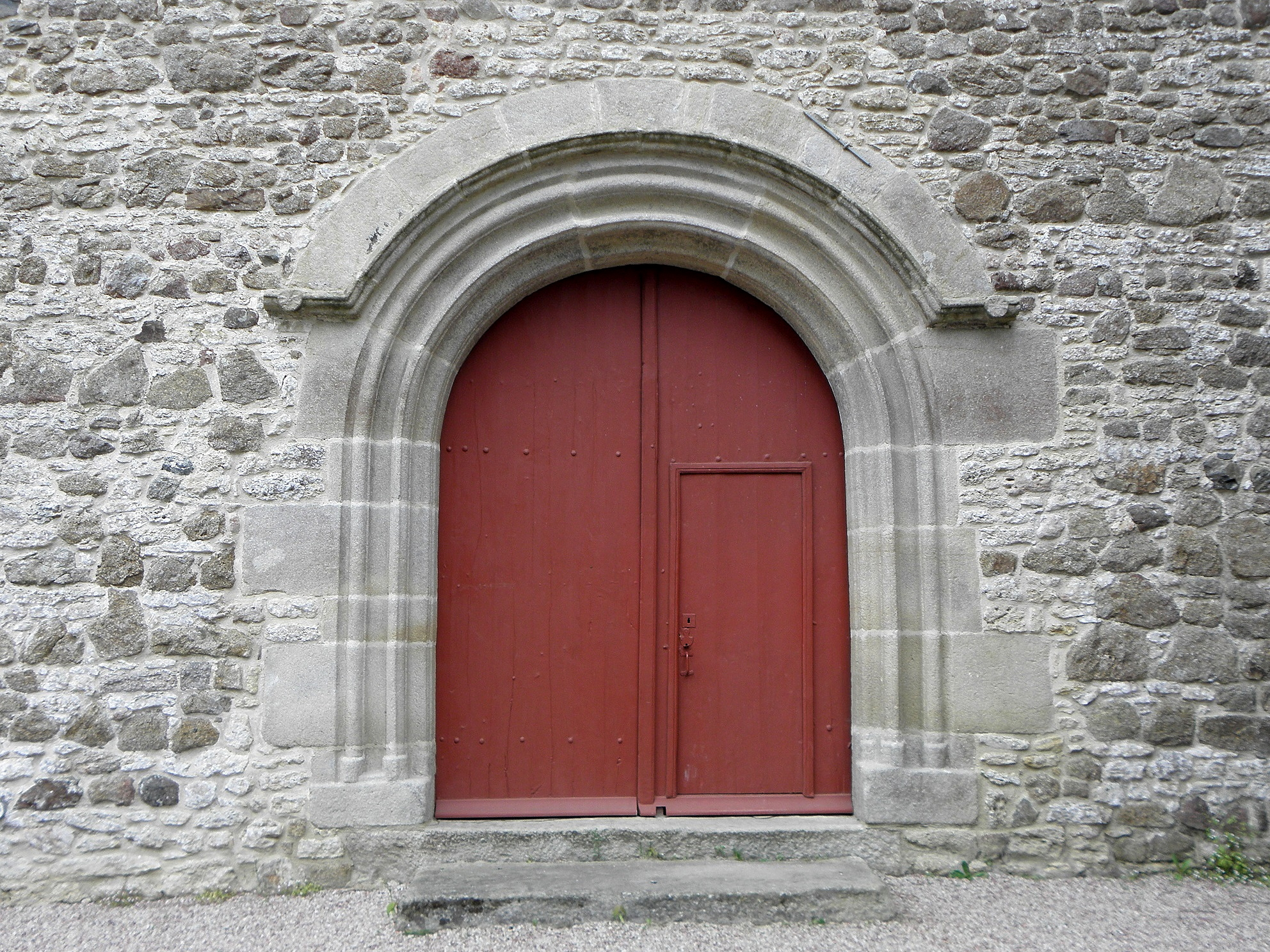
Portail occidental

Au nord, la nef est éclairée par des fenêtres en meurtrières largement ébrasées à l'intérieur (époque romane), une fenêtre identique occupe le chevet plat.  

Au XIVe siècle, une fenêtre à deux lancettes est percée sur le mur sud.  

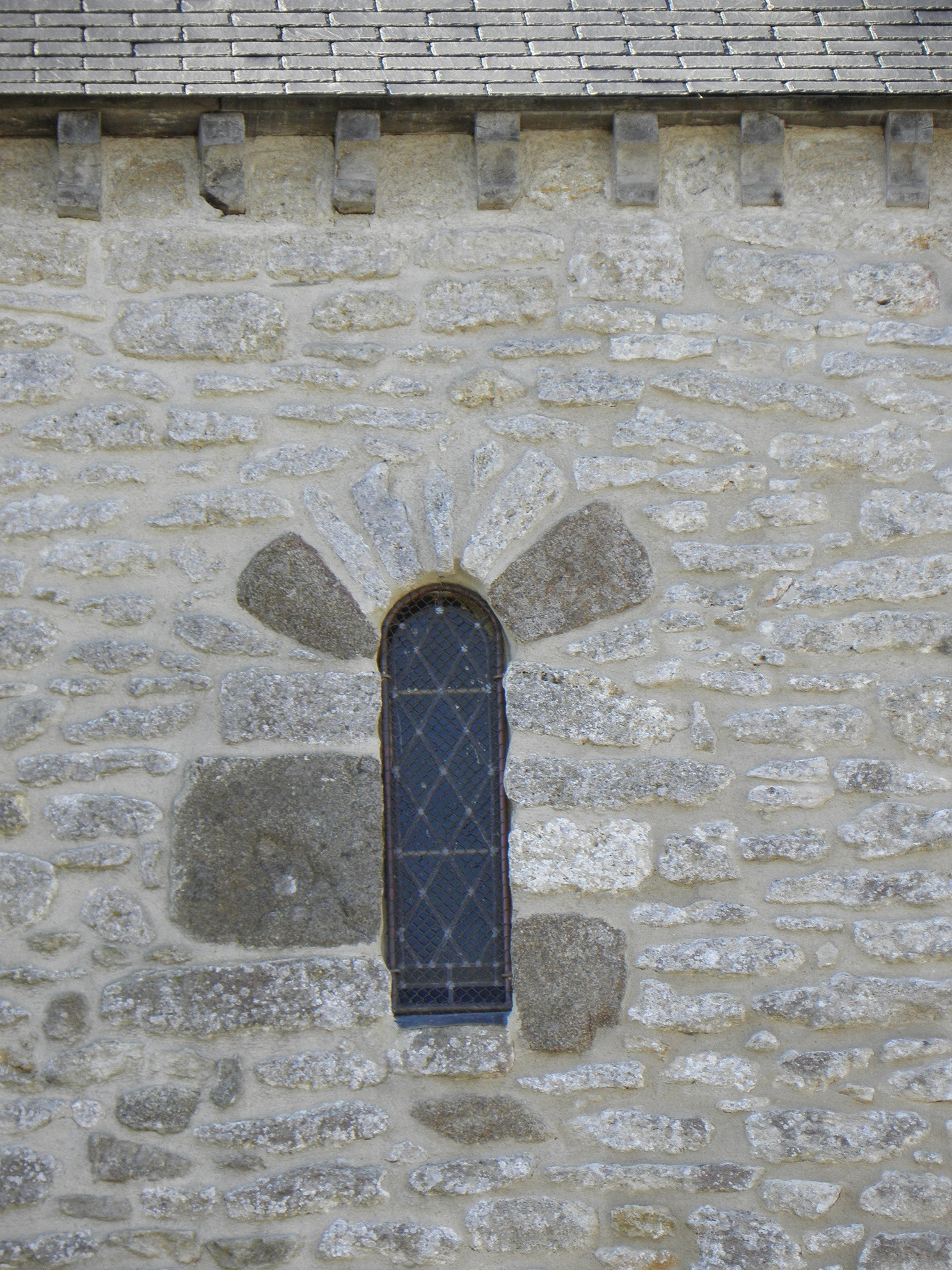
Fenêtre romane (mur nord de la nef)
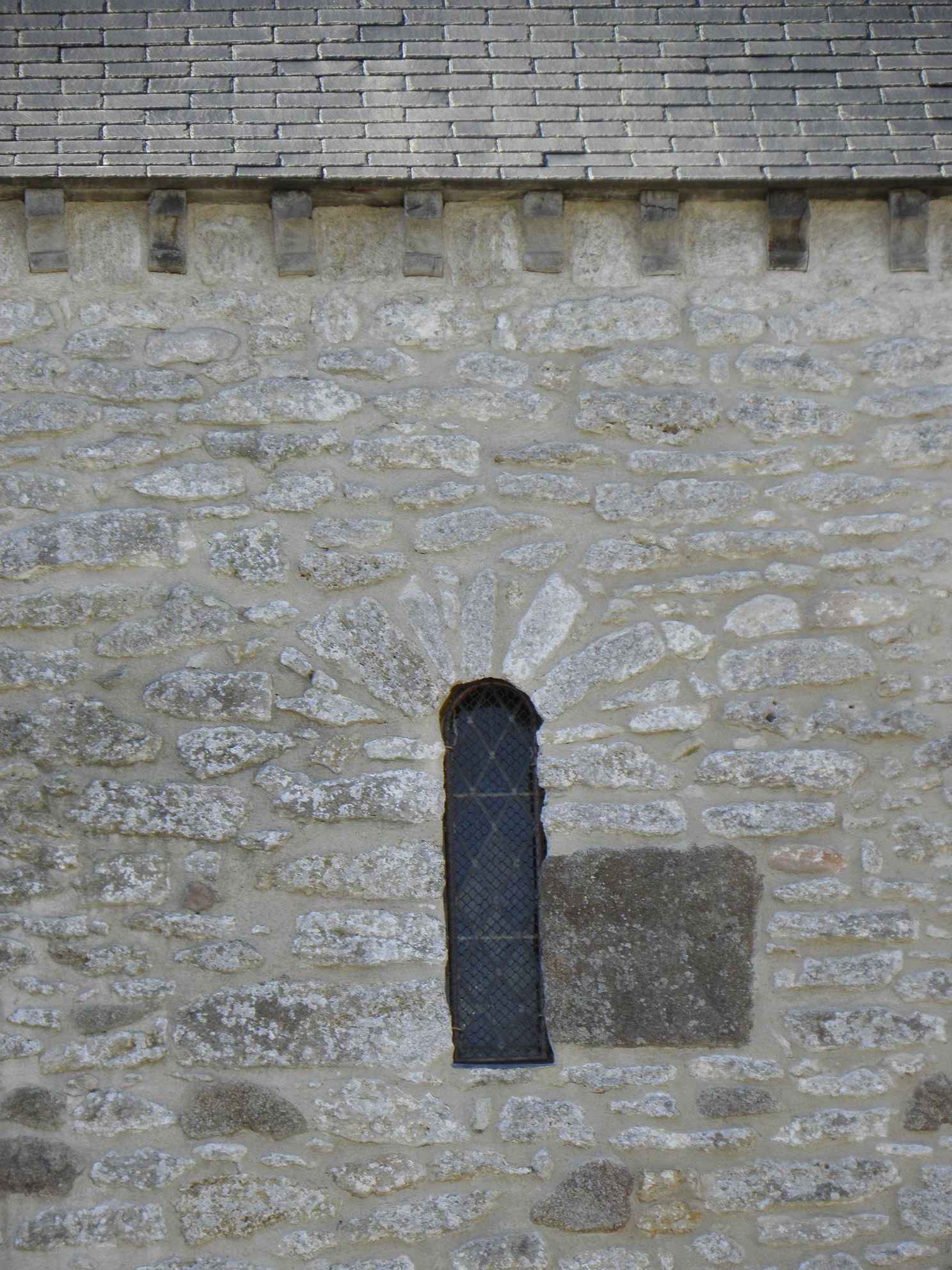
Fenêtre romane (mur nord de la nef)
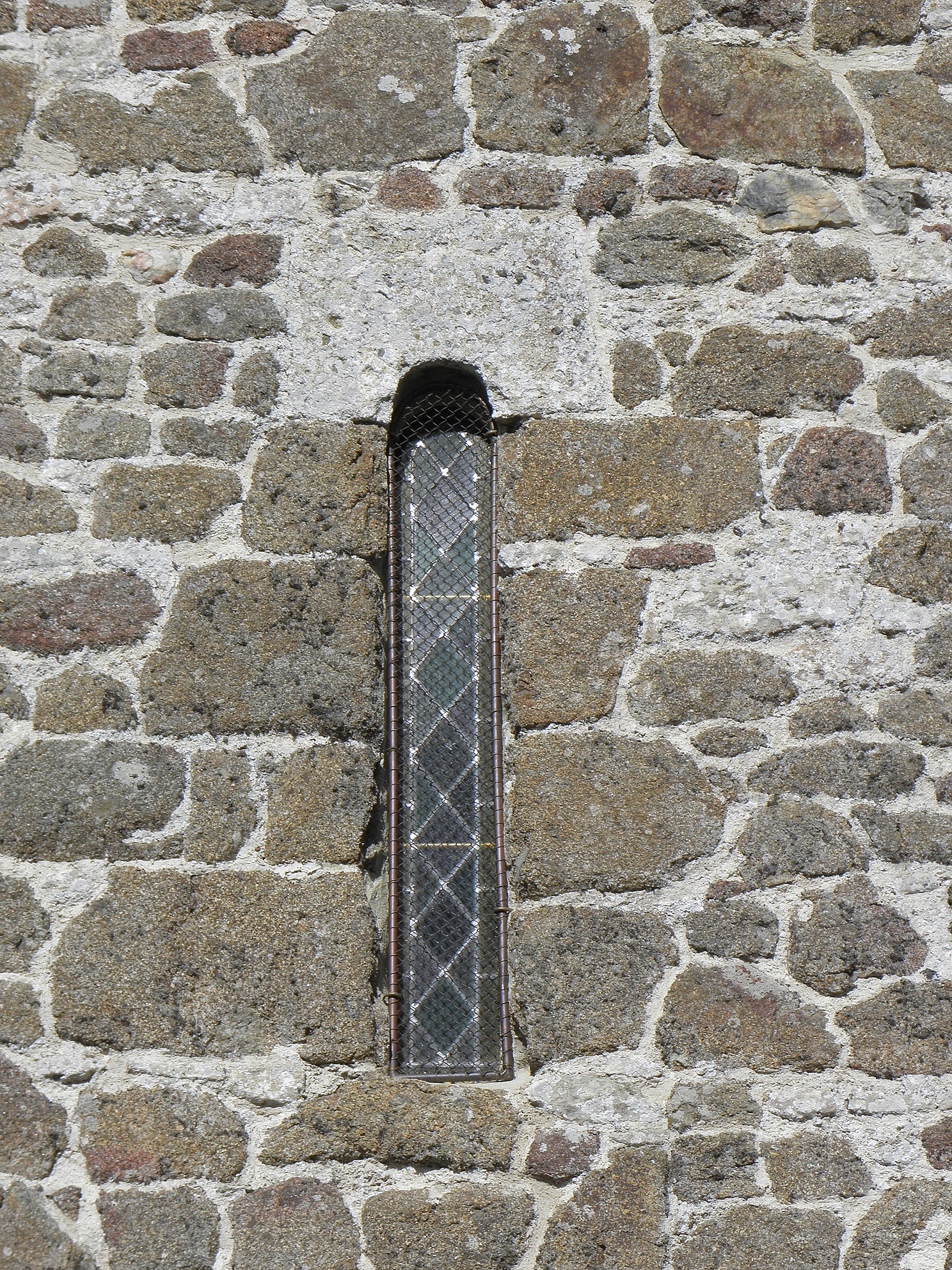
Fenêtre romane (chevet)
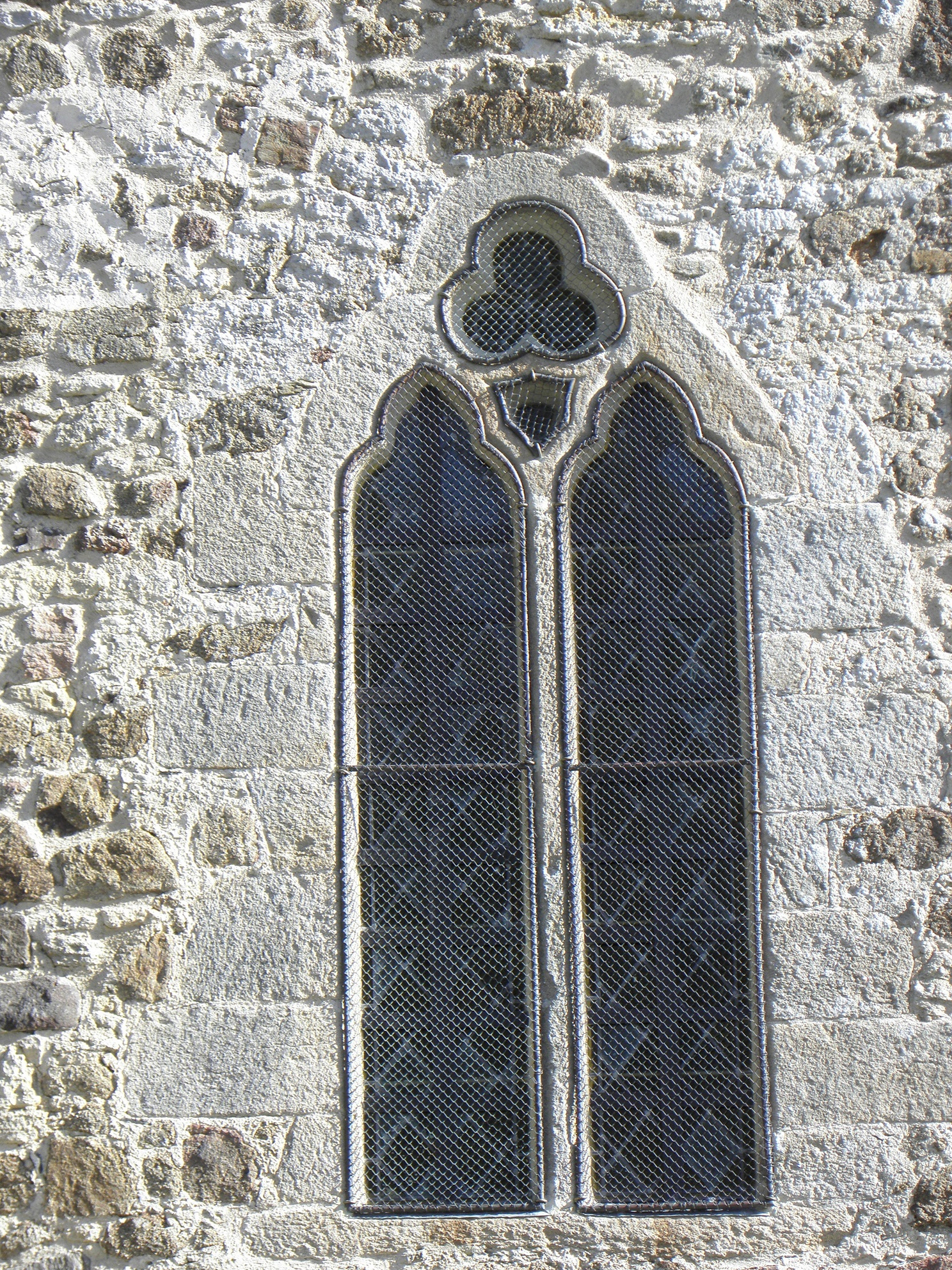
Fenêtre à deux lancettes du XIVe (mur sud de la nef)

Le clocher est soutenu par une charpente reposant directement sur le sol, particularité que l'on retrouve dans d'autres églises romanes bretonnes (Église Saint-Martin de Vendel,  Vieille église de Saint-Lunaire, Église Saint-Gobrien de Morieux avant restauration). 
La sacristie, au nord du chœur, a été reconstruite en 1660. Elle communique avec le chœur par une porte encadrée de deux pilastres et mentionnant la date de 1660 à son linteau. Au dessus de cette porte, à l'intérieur du chœur, s'ouvre une ancienne chapelle seigneuriale du XIVe siècle (arcade en tiers point). 
De nouvelles fenêtres furent percées sur le mur sud de la nef lors des travaux de restauration de 1866. 
La construction est faite en petit appareil associant, à l'extérieur, granite et calcaire des faluns, parfois en alternance. À l'intérieur, par contre, le parement des murs est entièrement en calcaire des faluns.